# Lafargue vs. România
Cauza Lafargue vs. România (Petiția numărul 37284/02, hotărârea din 13 iulie 2006) Curtea a hotărât în unanimitate, că România a încălcat articolul 8 din Convenția Europeană a Drepturilor Omului, prin faptul că nu a luat măsuri adecvate pentru a asigura respectarea dreptului tatălui de a menține legături personale cu minorul pentru o perioadă de șase ani de zile. 
În acest caz Judecătorii de la Strasbourg au emis următoarea concluzie cu aplicabilitate mai largă: "Este oportun să se amintească faptul că într-un astfel de caz caracterul adecvat unei măsuri se judecă în funcție de rapiditatea cu care este pusă în practică. În realitate procedurile care se referă la autoritatea paternală și la dreptul de vizită, inclusiv la executarea deciziei date problemei lor, cer un tratament urgent, pentru că trecerea timpului poate să aibă consecințe iremediabile asupra relațiilor dintre copil și tatăl care nu locuiește cu el."

## Descrierea faptelor
Cererea de chemare în judecată era referitoare la un băiat născut în mai 1995 dintr-un tată francez și o mamă de româncă. În noiembrie 1997, părinții au divorțat, iar mamei i-a fost atribuit copilul în îngrijire. La 16 decembrie 1999 o judecătorie din București a acordat tatălui un drept de acces care cuprindea o săptămână de contact în timpul sărbătorilor de iarnă și două săptămâni în timpul vacanței de vară. Această decizie a fost contestată, dar în cele din urmă a fost confirmată de către Curtea de Apel București la 3 mai 2000. Tatăl a făcut încercări repetate din între anii 2000 - 2004 pentru a avea această decizie judecătorească pusă în executare. Acest lucru a implicat fie că tatăl a efectuat vizite repetate la domiciliul mamei împreună cu un executor judecătoresc, sau mama a fost citată să se prezinte la sediul executorului judecătoresc. Cu aceste ocazii, fie mama nu a fost prezentă sau a refuzat, pentru o varietate de motive, întrevederea dintre tată și fiul său. În plus, tatăl a încercat să se bazeze pe articolul 21 din Convenția de la Haga. Ministerul Justiției din Franța, a scris la omologul său român, ca autoritate centrală, în iunie 2002. În august 2004, Ministerul român al Justiției a început procedurile pentru a pune în aplicare un program de legături personale. La 17 decembrie 2004, din întârzierilor, o cerere de ordonanță președințială a fost depusă pentru pronunțarea unei decizii provizorii în această speță. La 24 ianuarie 2005, o instanță București acordat pentru prima dată tatălui dreptul de a avea un program de legături personale cu minorul la sfârșit de săptămână din două în două săptămâni. S-au făcut mai multe încercări nereușite de a pune în aplicare această sentință judecătorească în cursul anului 2005. Tatăl a făcut mai multe tentative de a solicita penalizarea mamei prin instanțele penale (în baza Art. 307 Cod Penal) dar de fiecare dată acestea au fost respinse, deși, într-un caz, mama a fost amendată administrativ o amendă în echivalent de 160€. Tatăl a depus o petiție la Curtea Europeană la 25 septembrie 2002.  
Pronunțându-se
Curtea a hotărât în unanimitate, că România a încălcat articolul 8 din CEDO, prin faptul că nu a luat măsuri adecvate pentru a asigura respectarea dreptului tatălui de a menține legături personale cu minorul pentru o perioadă de șase ani de zile. Curtea a făcut, de asemenea, acordarea unei compensații pentru tatăl în temeiul articolului 41 din CEDO.

## Temeiul juridic
Cu privire la drepturile de acces - art. 21 - Guvernul român a susținut că Convenția nu era aplicabilă în prezenta cauză, având în vedere cazul legate de drepturile de acces și nu de custodie. Cu toate acestea, de asemenea, a susținut că a inițiat o acțiune în luna mai 2004, în numele tatălui și că un calendar provizoriu, accesul a fost stabilit într-o hotărâre din ianuarie 2005.
Curtea nu a considerat în mod special rolul articolului 21 din Convenția de la Haga în hotărârea sa. Cu toate acestea, a reiterat că obligațiile pozitive impuse statelor în temeiul articolului 8 din CEDO a trebuit să fie interpretate în lumina Convenției de la Haga.

## Aspecte procedurale
Curtea a arătat că doar foarte târziu, la începutul anului 2005, după ce autoritățile române au fost notificate de începerea procedurilor la CEDO, că tatăl a fost asistat să își vadă pe fiul. Curtea a precizat că aceste întâlniri demonstrează că statul avea de fapt mijloacele de a facilita dreptul tatălui de la copil dar nu a făcut-o decât foarte târziu.
Curtea a respins argumentul statului român precum că tatăl nu ar fi făcut suficiente demersuri pentru sancționarea penală a mamei care nu se conforma deciziilor instanței cu privire la legăturile personale dintre el și minor. Curtea a statuat că un astfel de pas ar fi fost inadecvat și a fost în orice caz, o metodă indirectă și excepțională de executare. În continuare, Curtea a considerat că lipsa de reacție a tatălui nu exonerează autoritățile de obligațiile lor în materie. Acesta a atras atenția la faptul că mama a fost supusă la o amendă administrativă doar o singură dată, procurorii pronunțând NUP la majoritatea plângerilor penale formulate de tată în decursul celor 6 ani de zile în care mama nu s-a conformat deciziei judecătorești relativ la programul de legături personale.
Curtea a hotărât că autoritățile române nu au reușit să implementeze măsuri adecvate și suficiente pentru a asigura respectarea dreptului tatălui de acces pe o perioadă de aproape sase ani și ca o consecință dreptul său la viața de familie au fost încălcate.

## Daune
Părintelui în cauză i-au fost acordate daune de €15.000 cu titlu de prejudiciu moral și 7.400 € ca o compensație pentru costurile sale și cheltuielile de judecată.